# Pippa Funnell
Pippa Funnell (née Philippa Rachel Nolan, le 7 octobre 1968) est une cavalière britannique spécialisée dans le concours complet d'équitation, médaillée de bronze en individuel et d'argent par équipe aux Jeux olympiques de 2004. Elle est membre de l'Ordre de l'Empire britannique. Elle est la première à avoir réalisé le grand chelem en 2003, performance qui n'a pu être réitérée qu'en 2016 par Michael Jung.

## Biographie
Née à Crowborough, dans le Sussex de l'Est en 1968, elle grandit à Mark Cross avec ses parents, Jenny et George Nolan, et fréquente l'école primaire de la même ville. Elle ira ensuite en pension à l'actuelle pension Bellerbys (depuis 1997), située dans la ville de Wadhurst. À l'âge de 16 ans, après avoir convaincu ses parents de la laisser arrêter ses études, elle rejoint Ruth McMullin et prend part en l'un des plus célèbres partenariats sportifs équestres.
En 2005 elle est nommée Membre d'Excellence de l'Empire Britannique (MBE) par la Reine. Elle vit actuellement à Ockley avec son mari William Funnell, cavalier également, avec qui elle est mariée depuis 1993.